# 绿巨人 (电影)
《綠巨人浩克》（英語：Hulk）是一部於2003年上映的美國超級英雄電影，由漫威娛樂製作，並由環球影業負責發行，劇情改編自漫威漫畫旗下的超級英雄浩克，本片由李安執導，詹姆士·夏姆斯、麥可·法蘭斯與約翰·特曼編劇，並由艾瑞克·巴納、珍妮佛·康納莉、山姆·艾略特、喬許·盧卡斯與尼克·諾特等人主演，劇情講述科學家布魯斯·班納在一次伽馬射線外洩意外後，每當他感到憤怒時就會變身成擁有無窮力量的綠色巨人「浩克」。
本片的籌拍作業從1990年開始。籌拍過程中，該片換了許多位導演和編劇。《綠巨人浩克》於2002年3月開拍，同年10月殺青，取景地點包含美國加州的奧克蘭、波特維爾、維克多維爾和舊金山，以及猶他州和內華達州，而內景部分則在加州洛杉磯的好萊塢環球影城拍攝。該片的配樂由丹尼·葉夫曼創作。
《綠巨人浩克》於2003年6月20日上映，所獲得的評價整體而言褒貶不一，該片具深度的故事和演員的演技獲得好評，但打戲過少和劇情枯燥乏味等問題則備受詬病。該片的全球票房為2.45億美元，不算理想，外界將之歸咎於片商錯誤的宣傳方向。在該片之後，漫威工作室重新獲得浩克的電影版權，於2008年推出一部重啟電影《無敵浩克》，片中的布魯斯改由艾德華·諾頓飾演，同時也是漫威電影宇宙的第二部電影。

## 劇情
科學家大衛·班納從各種生物中提取基因，並計劃將之注入人體來製造超級士兵。然而撒迪厄斯·羅斯將軍不允許人體實驗，大衛只好自己擔任實驗品，將基因注入自己的體內。在兒子布魯斯·班納出生後，大衛發現布魯斯可能遺傳到了那些改造基因，便開始到處尋找解藥，但他進行人體實驗的事情亦因此曝光，於是實驗被迫中止，布魯斯在受到創傷後忘記了這些事。多年後，布魯斯成為一名遺傳學家，與前女友貝蒂·羅斯一起在柏克萊核能生化科技研究所做研究。兩人利用少量的伽馬射線刺激生物細胞，使之快速生長以迅速癒合傷口，但反而害實驗用的青蛙慘死。一次，兩人的某位同事在維護儀器時不小心啟動了儀器，眼見儀器停不下來，布魯斯捨身用身體護住該同事，因此暴露在大量伽馬射線下昏迷。
事後，貝蒂到醫院探望甦醒的布魯斯，並告訴他常人暴露在如此大量的伽馬射線下應該會死亡，但布魯斯反而感到渾身舒爽。布魯斯出院後繼續進行研究，這時實驗室的一名新來的工友自稱是布魯斯的父親，但布魯斯對此毫無記憶。對此飽受壓力的布魯斯感到十分崩潰，因而變身成力大無窮的綠色巨人「浩克」，瞬間摧毀了整個實驗室。隔天，布魯斯醒來，完全不記得變身成浩克的事。羅斯將軍懷疑布魯斯與父親大衛合作，但推斷布魯斯的記憶遭到壓抑，於是將布魯斯軟禁在家。當天晚上，在與大衛通過電話後，布魯斯得知伽馬射線觸發了他體內的基因，他才會變成浩克。布魯斯也從電話中得知大衛派了三隻被他用伽馬射線注射過、兇殘且強壯的狗去殺貝蒂。心急如焚的布魯斯想去拯救貝蒂，這時看守他的葛倫·陶柏少校毆打了他。布魯斯在憤怒之下變身成浩克，將陶柏打成重傷，接著馬上跑去救貝蒂。經過一番苦戰後，浩克擊敗了三隻狗，接著變回布魯斯。翌日早上，布魯斯遭到軍方逮捕。
布魯斯被關在一個位於沙漠地下的秘密基地，陶柏打算取得浩克的力量並應用在軍事上。另一方面，大衛試圖重現布魯斯的伽馬射線實驗，但實驗後他並沒有變成浩克，反而獲得吸收周遭能量的能力。大衛在告訴貝蒂，當年他在年幼的布魯斯面前殺害妻子後自願被軍隊逮捕並關押。布魯斯做了一個關於父親殺害母親的惡夢，他終於發現原來當年父親認為他是一隻怪物而試圖殺死他，母親則為了保護他而被父親殺死。這使布魯斯十分憤怒，成為更強大的浩克。浩克大鬧基地，陶柏在試圖取得浩克的基因時被殺。浩克逃出沙漠基地，直闖洛杉磯並四處造成破壞，並與追趕他的軍隊作戰。見到了貝蒂後，浩克受到安撫並恢復成布魯斯。
布魯斯與大衛被關在一起，大衛試圖激怒布魯斯讓他變身但徒勞無功。大衛決定自己先出手，咬了電纜以吸收整個舊金山的電力。布魯斯被電擊，因而變身成浩克。浩克與大衛大打出手，浩克逐漸處於下風。大衛吸收了浩克的能量，但因為承受不住如此強大的能量而變成一個畸形的龐然大物，最後被軍方的一枚導彈擊斃。一年後，軍方推定布魯斯已經死去，但羅斯將軍提到有人目擊浩克出沒。同時，貝蒂也坦承了自己對布魯斯的愛意。而實際上，布魯斯正在南美洲的叢林裡為一些窮人治病。這時，一群叛亂分子前來打算劫走藥物。布魯斯對叛亂分子的首領說：「不要惹我生氣，你不會喜歡我生氣時的樣子的」。布魯斯的眼睛瞬間變成綠色，接著鏡頭帶遠，叢林裡傳來一聲浩克的巨吼。

## 角色
- 艾瑞克·巴納飾演布魯斯·班納 / 浩克[註 4]，研究伽馬射線的科學家，體內擁有遺傳自父親的改造基因。他在一次意外中照射到大量伽瑪射線而使身體產生異變，每當憤怒時就會變身成具有無窮力量的綠巨人浩克。

導演李安在看完巴納演的電影《神鬼剁手》（2000年）後選上巴納，並於2001年7月首次與他接觸。巴納於同年10月簽約飾演布魯斯，同時也簽下兩部續集的片約。巴納表示，「我很迷浩克的電視劇。我小時候並不算是個漫畫迷，不過相當喜歡浩克的電視劇」。為了演出，李安讓巴納看了一場赤拳格鬥賽。在巴納獲選前，也有許多演員是該角的人選。強尼·戴普與史蒂夫·布希密曾被列入考慮。比利·庫達普也是人選之一，但他拒絕出演。後來在《無敵浩克》（2008年）飾演浩克的艾德華·諾頓當年曾表示自己有興趣飾演這一角色，但因對劇本感到失望而放棄。麥克·厄文（16歲）、戴蒙·詹姆斯（Damon James，9歲）、貝利·詹姆斯（Bailey James，5歲）、麥可·克倫柏格（Michael Kronenberg，4歲）與大衛·克倫柏格（David Kronenberg，2歲）飾演各年齡層的布魯斯·班納。
- 珍妮佛·康納莉飾演貝蒂·羅斯，布魯斯的前女友兼研究夥伴，與父親羅斯將軍關係疏離。

康納莉於2002年2月中旬與李安簽約。康納莉從小就愛看浩克的漫畫，長大後也看過浩克的電視劇。她受到李安的手法吸引而決定飾演貝蒂，她說「他（李安）拍的不是一部講述綠皮膚男人故事的歡樂兒童電影。他講述的是一齣悲劇兼心理劇。我覺得這很有意思：象徵憤怒與貪婪、嫉妒與恐懼的綠色怪物就存在於我們所有人心中」。在接受《浮華世界》採訪時表示，李安為了幫助她準備演出，曾要她去加州的海邊去看岩石，觀察天地變化，並學習沉默，改用眼神傳遞情感。萊安諾·李·萊恩飾演年幼時的貝蒂。
- 山姆·艾略特飾演撒迪厄斯·羅斯將軍，四星上將[22]，與女兒貝蒂關係疏離。此外，他也是當年命令大衛停止做人體實驗的人。

艾略特原本被另一部電影的選角導演相中，不過該名選角導演同時也幫忙《綠巨人浩克》選角，他給李安看了《暗潮洶湧》（2000年），當中艾略特的演出和羅斯將軍在漫畫書裡的行為舉止類似，便將該角色交給艾略特飾演。艾略特在還未讀過劇本的情況下接演該角色，並對與李安合作感到興奮。為了飾演羅斯將軍，艾略特還研讀了原著漫畫。艾略特本來對蓄起軍中並不鼓勵的山羊鬍有點質疑，但為了符合漫畫設定而同意。艾略特覺得飾演羅斯將軍的感覺與他在另一部電影《勇士們》（2002年）中飾演巴茲爾·L·普洛姆利很像。陶德·提森（Todd Tesen）飾演年輕時的羅斯將軍。
- 喬許·盧卡斯飾演葛倫·陶柏（英语：Glenn Talbot）少校，前軍人，曾企圖買下布魯斯和貝蒂的研究成果，並將之用於開發超級士兵上。

李安在面試過一百多名演員後挑出包含盧卡斯在內的3、4名演員，最後選上盧卡斯，前後花了4個星期的時間。盧卡斯在試鏡時坦承自己沒看過浩克的漫畫和電視劇，李安回答說「這樣正好能用全新角度來看這個故事」。對於這個角色，盧卡斯表示，「陶柏是個很壞的角色，他充滿憤怒，為了自己的利益不惜把別人殺光」。
- 尼克·諾特飾演大衛·班納，科學家，布魯斯的父親，拿自己作基因實驗，後因殺害妻子而被監禁30年。出獄後大衛從布魯斯的異變中找到方法，使體內細胞突變，進而擁有吸收周遭能量的能力（英语：Absorbing Man）。

諾特原本拒絕出演《綠巨人浩克》，告訴李安他不想拍「卡通片」，直到李安回答他這部片其實是「古希臘悲劇」後，諾特才同意參演電影。諾特非常專注於《綠巨人浩克》的哲學層面，還會與李安討論上數個小時。另外，該片拍攝時，與李安合作過「父親三部曲」的演員郎雄去世，向來欣賞他的諾特得知後，表示要將自己在片中的演出獻給他。保罗·克塞飾演年輕時的大衛。
- 卡拉·波諾（英语：Cara Buono）飾演伊迪絲·班納（Edith Banner）[37]，布魯斯之母，大衛之妻，為了保護布魯斯而被大衛殺死。
- 希莉亞·威斯頓（英语：Celia Weston）飾演柯茲勒太太（Mrs. Krenzler），布魯斯的養母[27]。
- 凱文·蘭金飾演哈普（Harper），布魯斯的同事，一次在維修儀器時造成伽馬射線外洩，布魯斯為了救他而暴露在伽馬射線下。

原著漫畫的作者之一史丹·李與電視劇版的浩克演員盧·弗里基諾客串飾演保全。在片中，李飾演的保全向弗里基諾飾演的保全說「我覺得保全應該要......」接著停下來向布魯斯打招呼「早安，柯茲勒博士」，之後繼續說「我覺得應該要加強保全」。李在片中的台詞是他即興創作的。演員強尼·卡索與金大賢在片中客串飾演士兵。

## 分析

### 主題

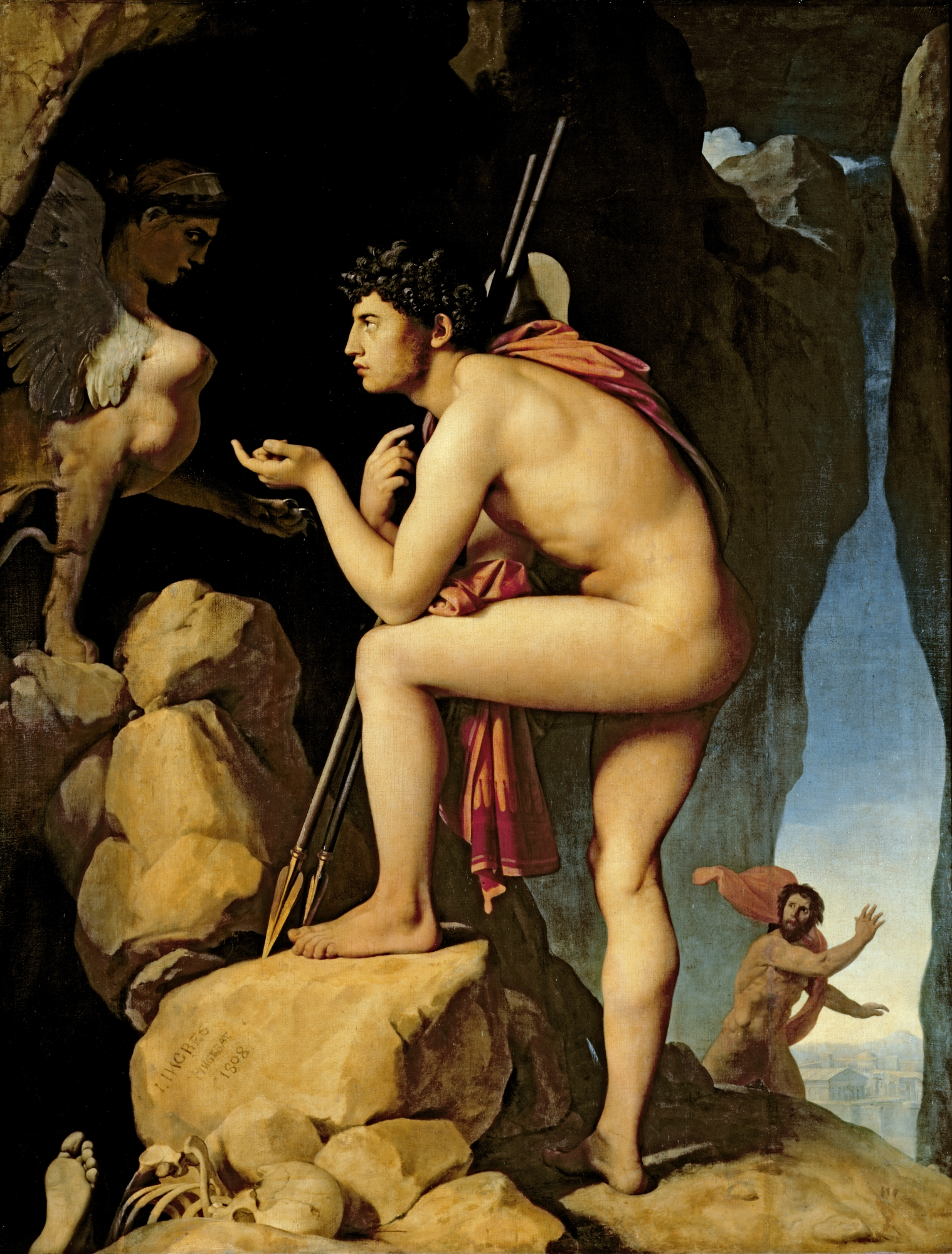
外界認為，希臘神話中伊底帕斯（圖）弒父的悲劇故事是該片的核心

對於該片的主旨，導演李安在受訪時說道，「每個人心中都有自己的浩克，都有一塊黑色地帶，但我們卻用現實生活來遮掩，害怕暴露出醜陋的真面目。相反的，這反而顯現出真實的自己」。李安在片中也呈現了強烈的父子衝突關係，他表示，「部分的劇情，的確來自我真實的經驗，但真正的父子關係，只能意會無法言傳」。
外界認為，《綠巨人浩克》的敘事架構在角色的心理分析上。美國《芝加哥太陽報》的影評人羅傑·伊伯特指出，片中布魯斯與父親大衛兩場「伊底帕斯情結的打鬥」是全片的核心。中國傳媒大學影視藝術學院副教授墨娃和付會敏在書籍《閱讀李安》中評論道，李安將浩克塑造成一名「悲劇英雄」，且講述了一段希臘悲劇——伊底帕斯弒父的故事，深入探索父子關係。臺灣影評人聞天祥也認為該片是一個「帶有伊底帕斯情節的寓言」。也有影評人認為，該片帶有佛洛伊德心理學的元素。
世新大學美籍教授柯瑋妮在她的書《看懂李安：第一本從西方觀點剖析李安專書》中寫道，如果去除掉誇大的漫畫滑稽內容，該片就成了「李安擅長的小家庭戲劇」。她也形容，布魯斯在聚光燈下和父親大衛對峙的橋段就像一齣「莎士比亞悲劇」一般。加拿大救世主大學學院哲學系副教授亞當·巴克曼（Adam Barkman）則以基督教的角度來剖析該片，認為該片以「唯物論和猶太/基督教傳統的人性倫理觀點的抗衡」為主軸，並指出其涉及許多有關人性和倫理的議題。臺灣影評人詹正德在書籍《看電影的人》中寫道，該片的重點在「布魯斯變身前後在人性和動物性間拉扯」的部分。
哲學方面，墨娃和付會敏表示，該片採用東方的「辯證哲學」，可能會讓西方觀眾感到難以理解。李安也指出，他希望將東方元素注入這部西方漫畫故事中，如陰陽調和的概念。李安進一步說明，該片含有的東方哲學色彩，其複雜意涵主要與「轉變」有關，具體的呈現手法包含生長在岩縫的地衣和細胞及分子的突變等。另外，製片人蓋兒·安·赫德在DVD講評中表示，「矛盾」也是《綠巨人浩克》的主題之一。

### 漫畫設計與致敬
布魯斯首次變身成浩克時，身上的顏色不是灰色就是帶點綠灰，外界認為這是在向浩克在漫畫初登場時的形象致意。劇組也對浩克的身形有所設計：布魯斯越憤怒，浩克的體型就越大。為該片打造特效的光影魔幻工業（ILM）表示，片中的浩克有三個不同的體型，第一個（憤怒）浩克約9英尺（2.7）高，第二個（更憤怒）有12英尺（3.7）高，而第三個（最憤怒）則高達15英尺（4.6），重達3,452磅（1,566）。在漫畫原著中，布魯斯變身成浩克時，身上最少都會穿著一件紫色褲子。導演李安在拍片時曾暗示過，片中的浩克可能不會穿漫畫中彷彿浩克的註冊商標的褲子，這個消息引起眾漫畫迷在網路上的強烈反彈聲浪。劇組最後選擇沿用漫畫設計，不過他們表示，原因並不是漫畫迷的施壓。
劇中布魯斯的父親大衛打扮成工友的情節暗指的是漫畫角色山謬·史登（Samuel Sterns），他原本的身分是名工友，後來成為浩克的大敵「首領」。電影裡，貝蒂與大衛初見面時，兩人提到一名名為班尼（Benny）的士兵。該彩蛋指的是浩克漫畫《戰狗》（Dogs of War）中的一名同名士兵。羅斯將軍乘坐的直升機之代號為「T-Bolt」，乃是向他在浩克漫畫中因脾氣火爆而得來的綽號「雷霆」（Thunderbolt）致敬。大衛用伽馬射線照射自己後，獲得吸收周遭能量的能力的情節參考自漫畫反派吸收人致敬。片尾，大衛吸收電力變成的一個巨大電力生命體則是以漫畫反派薩克斯為藍本。
伊伯特指出，片中浩克（布魯斯）看著自己在水中的倒影的橋段是向經典電影《科學怪人的新娘》（1935年）致敬。他表示，《金剛》（1933年，浩克的動作）、《大國民》（1941年，浩克毀掉實驗室的橋段）和《太空先鋒》（1983年，軍方噴射機飛到可以看見星星的高空中的橋段）也都是該片的參考對象。該片的最後一句台詞「你不會喜歡我生氣時的樣子的」是電視劇版本的開場旁白。

## 籌備與編劇

### 強納森·斯利
製片人艾維·亞拉與蓋兒·安·赫德於1990年開始籌備《綠巨人浩克》。兩人於1992年決定與環球影業聯手製作該片。1994年，麥可·法蘭斯與史丹·李受邀參與製片作業，其中法蘭斯負責編寫該片的劇本。環球影業打算讓浩克對抗恐怖份子，但這個點子法蘭斯不喜歡，因此出現分歧。浩克漫畫迷約翰·特曼於1995年又寫了一份劇本，獲得李的讚許。特曼寫下的十份草稿都受到漫畫《驚異故事》的影響，所以在他的劇本中，浩克對抗的是羅斯將軍和軍方、首領、瑞克·瓊斯和布萊恩·班納（布魯斯內心憤怒的源頭）。環球影業對特曼的劇本的評價褒貶不一，不過其中有不少元素後來也出現在正式劇本中。

強納森·漢斯利編寫之劇本中的「昆蟲人」的概念藝術

1996年，赫德請丈夫強納森·斯利擔任該片的製片人，環球影業僱用光影魔幻工業來製作浩克的電腦特效。環球影業聘請法蘭斯再寫一次劇本，但在1997年4月喬·約翰斯頓簽約擔任導演後改變主意。因漢斯利與約翰斯頓合作的作品《野蠻遊戲》（1995年）大受好評，環球影業希望漢斯利能重寫《綠巨人浩克》的劇本，而法蘭斯就在連一頁劇本都還沒寫的情況下被解僱。1997年7月，約翰斯頓為了拍《十月的天空》（1999年）而放棄執導該片，漢斯利便說服環球影業由他來擔綱導演。這也是漢斯利第一次擔任導演。另外，特曼又被找回去寫劇本草稿。塞克·潘接著重寫特曼的劇本。潘的劇本圍繞著浩克與「群鯊學院」的戰鬥。然而，漢斯利後來又把劇本從頭到尾重寫一便，在他的劇本中，布魯斯在伽馬射線外洩使他變成浩克前，將照射過伽馬射線的昆蟲之DNA注入三名罪犯體內做實驗，導致這三人成了破壞力驚人的反派「昆蟲人」。
為了能在1999年夏天上映，《綠巨人浩克》定於1997年12月在美國亞利桑那州開拍，但後來開拍時間被延了4個月。漢斯利又與J·J·亞柏拉罕、史考特·亞歷山大與賴瑞·卡拉辛斯基重寫了劇本。漢斯利依舊擔任導演。1997年10月，該片進入前期製作階段，化妝和電腦動畫等都已就位。格雷戈里·史派羅李德飾演布魯斯的大敵「諾瓦克」（Novak），而林恩·「瑞德」·威廉斯（Lynn "Red" Williams）則在片中飾演一名變成人、螞蟻和甲蟲的混合體的罪犯。1998年3月，因原定1億美元的預算不斷上升（光是找人寫劇本、製作電腦動畫和化妝等已經花掉200萬美元），加上對從未執導過電影的漢斯利感到憂心，環球影業決定擱置《綠巨人浩克》。漢斯利得知立刻改寫劇本以降低預算。

### 麥可·法蘭斯
漢斯利覺得重寫過程過於困難而辭退，並認為自己「浪費了9個月的光陰在前期製作上」。法蘭斯花了8個月的時間說服環球影業和製片人們，讓他再寫一次劇本。法蘭斯表示，「環球影業某階層的某個人不確定這到底是一部科幻冒險片還是一部喜劇片，而我一直努力讓該片具備兩者的元素。我認為我人不在時，別人會計劃把這部片搞成像金·凱瑞或亞當·山德勒的電影那樣」。1999年7月至9月，法蘭斯迅速地完成了劇本。《綠巨人浩克》定於2000年4月開拍。
法蘭斯表示他的劇本與其他版本的草稿不同，後者採用1960年代漫畫中的浩克形象：「和藹可親、書呆子型的天才」，而他採用的則是1980年代浩克漫畫的故事：布魯斯具虐待傾向的父親殺害母親。在法蘭斯的劇本中，布魯斯試圖研發具再生能力的細胞，以證明自己與父親不同。然而，早在變身成浩克前布魯斯就有嚴重的情緒管理問題，這點讓一切糟上加糟。電視劇版本中的台詞「別惹我生氣」（Don't make me angry...）在法蘭斯的劇本中，是布魯斯之父毆打布魯斯前都會說的一句話。法蘭斯也加入了如布魯斯與貝蒂多舛的戀情等元素。他於1999年年底至2000年1月間完成最終劇本。

### 李安
儘管製片人們對法蘭斯的劇本讚賞有加，但麥可·托爾金與大衛·海特最後還是先後重寫了劇本。托爾金與海特分別於2000年1月和9月加入劇組。海特的劇本以首領、薩克斯和吸收人為反派，他們是布魯斯的同事，且同樣都受到伽馬射線外洩意外的影響。2001年1月，李安與片商洽談導演事宜。李安早在為作品《臥虎藏龍》（2000年）進行後製時，就下定決心要接受執導《綠巨人浩克》的邀約。在這之前，有好幾年李安希望長期合作的製片人詹姆士·夏姆斯幫他接洽《魔鬼終結者3》，但最後選擇《綠巨人浩克》，因為執導《魔鬼終結者3》的包袱太沉重。這也是他第一次嘗試執導商業大片。隨著李安確定執導演筒，夏姆斯也跟著加入了劇組。
李安不滿意海特的劇本，便請夏姆斯重寫劇本。夏姆斯修改的地方包含將布魯斯的父親與吸收人合為一個角色。李安透過電影《金剛》（1933年）、小說《科學怪人》和《化身博士》、童話《美女與野獸》、歌劇《浮士德》和希臘神話來理解該片的劇情。夏姆斯也表示，他找到了介紹布魯斯之父布萊恩的漫畫，讓李安能用上他常用的父子關係主題。到了2001年10月，夏姆斯仍在重寫劇本，並表示希望能「呈現出史丹·李與傑克·科比畫筆下的舊版浩克」。2002年初，法蘭斯為美國編劇工會閱讀了歷代《綠巨人浩克》劇本，以確認出現在片尾劇組人員名單的編劇。法蘭斯評論道，「夏姆斯對該片的劇本貢獻良多，他將漫畫中的『浩克狗』加入片中，並決定將布魯斯之父設定為一名實際角色。但他的劇本中也有許多元素來自特曼和我的劇本，因此夏姆斯、特曼和我應該出現在片尾劇組人員名單上」。

## 製作

### 拍攝
該片於2002年3月在美國加州洛杉磯的好萊塢環球影城開拍。李安延續從拍處女作《推手》（1991年）時開始的習慣，在開拍當天舉行開鏡儀式，內容以中國傳統習俗為主，包含敲鑼和四果。儀式中用的鑼是從《推手》時就有的，為了此次儀式而特地從紐約運到拍片地點。同年4月19日，劇組移師至舊金山灣區的勞倫斯伯克利國家實驗室出外景，並將當時放置在該實驗室的伽瑪射線球當成電影裡導致布魯斯承受伽瑪射線的儀器，劇組拍片時使用的是精細的複製品。李安早在2001年春天就進行過實地探訪，而且不只一次。實際上該儀器的用途是探測而不是製造伽瑪射線。劇組也在勞倫斯伯克利國家實驗室的一個科學設施先进光源拍片。舊金山灣區的其他幾個地點也是本片的取景地，包含舊金山的金銀島軍事基地，以及加州的奧克蘭、波特維爾和維克多維爾等地。
數週後，劇組移師至猶他州和加利福尼亞州的沙漠。另外，布魯斯與大衛改造的突變狗戰鬥的橋段於內華達州美洲杉國家公園取景，而布魯斯與變異後的父親戰鬥的橋段則以美洲杉國家公園的梨湖（Pear Lake）為背景。外景拍攝作業結束後，劇組回到好萊塢環球影城的片場拍內景。2002年10月18日，《綠巨人浩克》正式殺青，整個拍攝過程中共動用了3,000名當地的工作人員，為當地創造了超過1,000萬美元的經濟收入。
該片由曾與李安合作多次的佛雷德瑞克·艾姆斯擔任攝影指導，視覺效果總監丹尼斯·穆倫則每天都待在拍片現場協助作業。主演艾瑞克·巴納表示，他們拍片時「非常嚴肅......拍片現場十分安靜」。為了拍攝片中舊金山的山區空景，李安的特別助理李良山表示，劇組一連數天吊在直升機邊緣拍片。片中浩克（布魯斯）摧毀實驗室和自己家的橋段是採用實景而非特效拍攝的。劇組在維克多維爾拍攝軍方轟炸布魯斯老家的橋段時實際炸掉了一間房子。另外，環球影業對該片的拍片作業和地點相當保密，開拍後所有試圖探班的人士都會遭婉拒（除了李安的妻小以外），甚至有一名工作人員因亂發布消息而被開除。一次，有媒體得知劇組正在環球影城拍片，於是試圖在搭遊園車時跳車潛入，但在最後關頭被攔下。自此之後，環球影業佈下的防護更加嚴密。環球影業也給予常對媒體透露資訊的李安高規格的保護措施。

### 技術與特效

圖為李安採用「分割畫面」技術的一個畫面，該技術呈現出一種漫畫書的感覺

李安採用「分割畫面」的技術，呈現出一種漫畫書的感覺。此舉考驗了演員的演技，亦需要拍攝更多的鏡頭。片中的特效部分主要由光影魔幻工業的200多位員工負責，他們於2001年開工，最後在電影上映前一個月（2003年5月）完成，總共花了約一年半的時間。穆倫和光影魔幻工業（ILM）使用先前用在《哈利波特：消失的密室》（2002年）的角色多比身上的電腦特效技術——動作捕捉打造了片中的浩克。他們找了一位私人教練，讓他先在一個布滿塑料物的空間大肆破壞，將捕捉到的動作用電腦加以修改，製作出片中浩克的動作。李安也有參與浩克的動作捕捉。他表示，浩克有80%的動作是由他演出和設計的。對於詮釋浩克的怒容，李安說，「揣摩綠巨人生氣的模樣（時），我都會想起以前老爸生氣時的樣子」。
至於浩克的外觀部分，ILM共做了100層浩克的皮膚，好呈現出脈絡、傷口、髒污、疤痕和毛髮。而為了讓片中的浩克能做出流暢的動作，ILM製作了12,996張紋理圖片和1,165塊肌肉模型。李安對浩克的特效要求甚高，許多細節如臉部表情或肌肉擴張等都得經過他的監督和把關。受訪時，李安表達了他對浩克的期望：「我不要大怪獸，我要他栩栩如生、深富感情且人性化，最好能是成龍和阿諾·史瓦辛格的結合體」。ILM人員也表示，李安希望浩克保有人的感覺，不要像一頭大猩猩。
片中的DNA鏡頭也是用特效做出來的，除了一些細胞照片以外，這些細胞照片是李安從擔任生物學家的妻子林惠嘉那邊取來的，而林惠嘉也提供了李安一些該領域的專業知識。據傳，片中布魯斯和珍妮佛的實驗室就是參考林惠嘉在紐約的實驗室打造的。片中大衛改造的突變狗也是特效技術的產物。突變狗橋段是ILM當時處理過最龐大、最困難也最複雜的特效，考慮到預算問題，突變狗橋段的特效只有做了原定計劃的四分之一到三分之一而已。李安的長子李涵協助了突變狗的繪製工作。另外，在該橋段中，劇組原先計畫讓浩克在全裸的情況下和突變狗搏鬥，但考量到這麼做可能無法以PG-13級過關，於是改為最後才出現赤裸鏡頭。該片使用的其他軟體包含PowerAnimator、Softimage XSI和RenderMan Interface Specification。《綠巨人浩克》的音效由天行者音效公司完成。該片最終花費的拍片預算超過1億美元，已有超支情況，不過環球影業依舊給予李安各方面的援助。李安表示，該片的主要支出並非演員的片酬，而是大場面和特效的花費，「光一個特效鏡頭就可以花上10萬至15萬美元」。

### 音樂

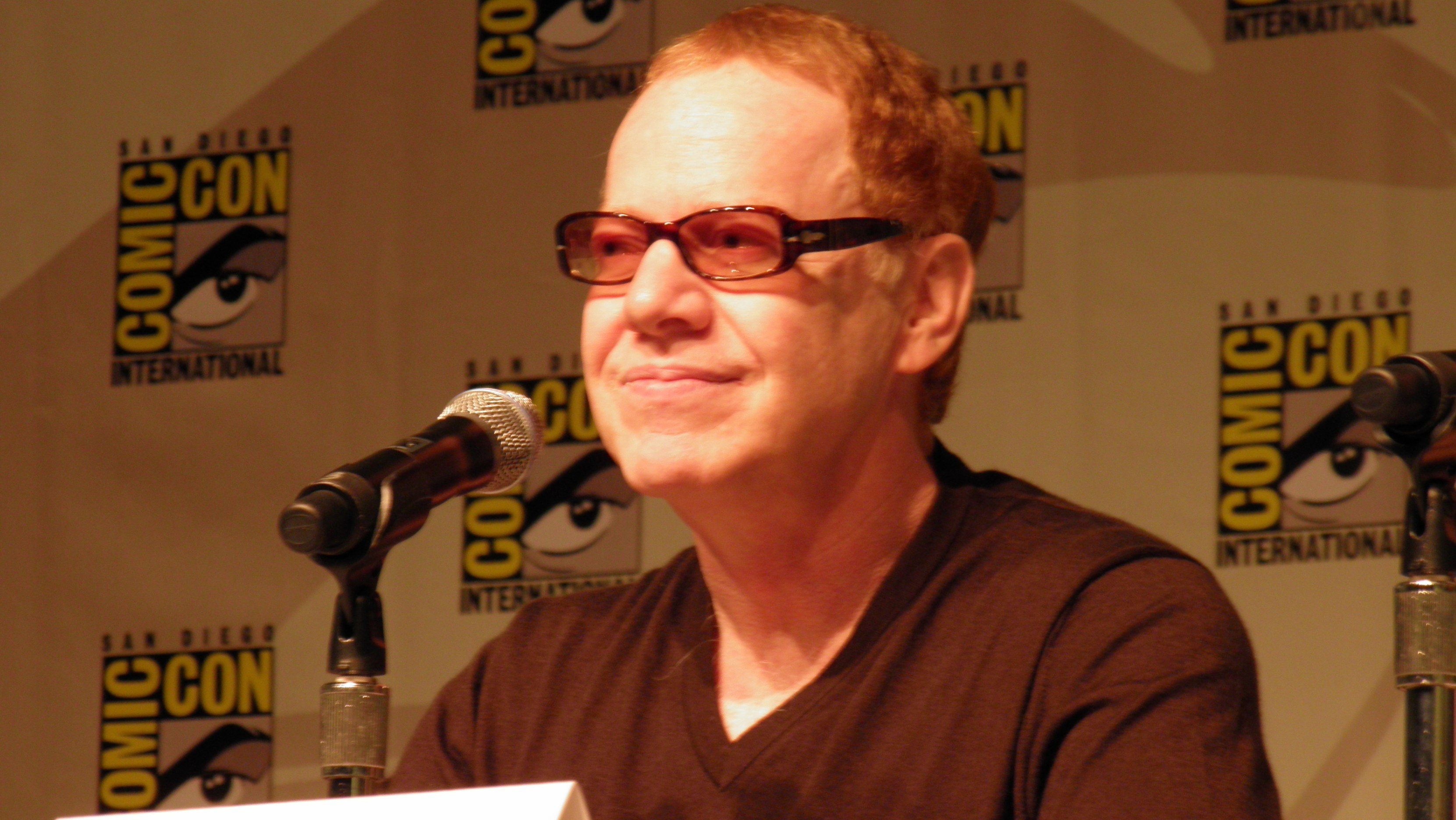
該片的配樂由丹尼·葉夫曼負責

該片的配樂原定由曾與導演李安合作過《冰風暴》（1997年）和《與魔鬼共騎》（1999年）的麥可·唐納譜寫，不過片商的高管並不讚賞唐納非傳統的配樂，如用日本太鼓和非洲鼓演奏的配樂及阿拉伯語歌曲。環球影業接著找上了丹尼·葉夫曼。葉夫曼花了37天完成超過2小時的配樂。在保留唐納版配樂的特色的情況下，李安鼓勵葉夫曼創作出「不同於他往常的配樂」。葉夫曼表示，該片有「富麗堂皇的雄偉配樂」，也有「經典恐怖片的誇大配樂」。該片的片尾曲是絲絨左輪的《Set Me Free》。《綠巨人浩克》的電影原聲帶於2003年6月17日由迪卡唱片公司推出。

## 上映
2001年12月，據報導，《綠巨人浩克》的北美上映日期定於2003年6月20日。2003年6月17日，該片在美國加州洛杉磯的環球圓形劇場（後又稱吉布森圓形劇場）舉行全球首映禮，主要班底都有出席，包含導演李安（妻子隨行）、編劇詹姆士·夏姆斯、演員艾瑞克·巴納、山姆·艾略特、喬許·盧卡斯和尼克·諾特等人，珍妮佛·康納莉因為懷孕不適而未能出席。漫畫作者史丹·李、浩克電視劇的演員卢·弗里基诺和華裔女演員白靈等人士也現身首映禮。
2003年7月3日，該片的英國首映禮在倫敦舉行，李安、演員巴納、康納莉和盧卡斯等人出席現場。由於當時亞洲SARS疫情爆發，環球影業和李安的父母都不允許李安至亞洲地區宣傳，包含李安的出生地臺灣也不被允許，直到7月中旬疫情緩和後，李安才能赴臺灣、日本宣傳。美國電影協會（MPAA）以片中有「打戲、令人不安的畫面和短暫的裸露鏡頭」為由將電影評為PG-13級，意味著片中含有部分家長可能認為不適合13歲以下觀眾觀看的內容，建議家長需特別注意。臺灣方面，該片於2003年6月26日星期四在臺北市和臺南市分別舉行首映禮，並於隔天開始在院線上映。

### 宣傳
2001年，片商與汽車廠商寶馬合作一部6分鐘的寶馬汽車廣告，由李安執導，片中講述一名保鑣（克萊夫·歐文飾演）駕車保護一名西藏小喇嘛免於歹徒追殺的故事。結尾時，該名保鑣發現小喇嘛在片頭送給他的小盒中，裝著一個印有浩克圖案的OK繃，便順手貼在耳朵的傷口上。
2002年4月下旬，環球影業在舊金山的金銀島軍事基地舉辦新聞發表會，同時首度公開該片的官方預告。接著，該片的一支10秒預告隨著於2002年5月上映的《蜘蛛人》一同在電影院放映，獲得廣大迴響。然而，至此浩克的外貌仍未公諸於世，因此美國《娛樂週刊》甚至在2003年初形容浩克的真面目「將是今年美國影壇頭號謎團」。到了2003年1月26日，該片的一支45秒預告在第37屆超級盃上播出，當中首度出現了浩克的完整畫面，引起廣大迴響。此次為了播出預告，環球影業花費了200萬美元。
上映當月，環球影業的宣傳攻勢更加密集，美國洛杉磯的大型看版、各大電視、報章雜誌都被《綠巨人浩克》的廣告佔據。環球影業也買下了美國職業籃球聯賽（NBA）冠軍賽的廣告黃金時段，為該片造勢，而宣傳用的周邊商品更不在話下，包含玩具和遊戲（見#電子遊戲）等。若加上宣傳費用，該片的成本多達3億多美元。
許多廠商與環球影業合作，在片中進行置入性行銷。據報導，《綠巨人浩克》中出現了百事可樂旗下三個碳酸飲料品牌——激浪、Code Red和Sierra Mist——的產品、好時（又譯賀喜）的巧克力、卡夫的麥片粥、麗滋餅乾和Jell-O果凍。在臺灣，片商與林鳳營鮮乳、綠巨人玉米和摩托罗拉手機聯手行銷。

### 相關
電影上映前幾週，許多盜版拷貝流出到網路上。這些拷貝並非該片的最終完成版，其特效和畫質都十分差勁。環球影業擔心，觀眾看了盜版後會認定該片品質粗糙，而在網路上散布負評，因此呼籲觀眾勿支持盜版。環球影業的高層亦表示，他們一直都有設下嚴密的防護，不清楚盜版是如何流出。美國當局逮捕了一名25歲的嫌犯，以違反智慧財產權起訴，法官最後裁定以25,000美元交保。
2003年6月19日，杜莎夫人蠟像館倫敦分館展出了一尊浩克的蠟像，寬2公尺，高5公尺，重1.5噸。6月20日，即電影在北美上映當天，紐約證券交易所由扮裝成綠巨人浩克的人員與時任主席理察·葛拉索共同按下收盤鈴。該片上映後，臺灣民主進步黨中曾有人提出意見，希望將片中主角綠巨人浩克當做2004年中華民國總統選舉的競選吉祥物。

## 迴響

### 評價

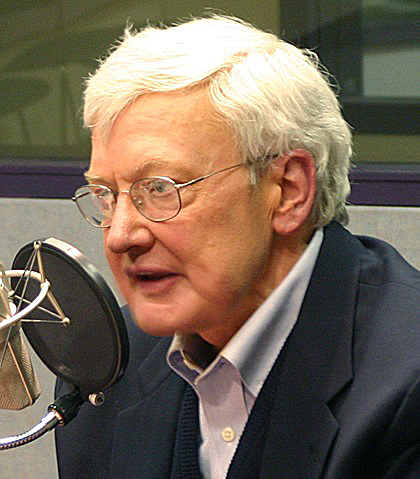
影評人羅傑·伊伯特（圖）稱讚導演李安「試圖實際地去解決浩克故事中的問題」

《綠巨人浩克》所獲評價整體而言褒貶不一。影評匯總網站爛蕃茄上收集的232篇專業影評文章中，有143篇給予該片「新鮮」的正面評價，「新鮮度」為62%，平均得分6.3分（滿分10分），該網站對電影的共識性評價寫道「雖然李安這部雄心勃勃的電影風格獨特，且劇情有深度，但說話的部分太多，打戲太少」，而Metacritic則基於40篇評論文章，其中19篇予以好評，5篇差評，16篇褒貶不一，給予平均分54（滿分100），代表「正負評平均參雜」。據CinemaScore進行的調查，觀眾的平均評價於A+至F間落於「B-」。
《芝加哥太陽報》的影評人羅傑·伊伯特給予《綠巨人浩克》3顆星（滿分4顆）的好評，評論道「李安試圖實際地去解決浩克故事中的問題，而不是讓全片充斥著無腦的特效」。伊伯特也很喜歡片中浩克類似金剛的移動方式、視覺效果和山姆·艾略特的演技。《滾石》雜誌的彼得·崔維斯也給出了3顆星（滿分4顆）的評價，並稱讚了片中的打戲，但認為該片的片長「應該要短一點」。美國有線電視新聞網（CNN）的保羅·柯林頓對眾演員的演技予以讚賞，但大力批評該片的電腦特效，稱片中的浩克為「憤怒版的史瑞克」。
也有影評人給予該片負評。《板岩》雜誌的大衛·艾德爾史丹評論道，「不像一般的漫畫書改編大片，《綠巨人浩克》不是一部糟糕的卡通，而是一齣糟糕的現代希臘悲劇」。《紐約時報》的A·O·史考特批評該片的劇本、浩克的電腦動畫和李安採取的「分割畫面」，最後總結該片「不可思議的冗長、不可思議的乏味、不可思議的枯燥」。《紐約郵報》的盧·路米尼克批評《綠巨人浩克》「混亂、令人失望、自負且毫無幽默可言」。
近年，有影評人鑒於《綠巨人浩克》與其他漫威、DC電影的差異，回頭重新審視該片，並予以較為正面的評價。2012年，麥特·佐勒·賽茲表示，該片在眾多高預算超級英雄電影中，是少數「主題和風格完全跳脫公式」的作品，並評論道，「這部片中的老派佛洛伊德心理學元素真的很少見，不過十分有意思」。2018年，RogerEbert.com的影評人彼得·索茨斯基（Peter Sobczynski）在文章中寫道，「該片是大眾電影藝術中真正的偉大典範，值得重新評價」。

### 票房
2002年6月，《帝國雜誌》將該片列入2003年北美暑期檔的票房強片，預估其票房可達3.2億美元。外界指出，該片是暑期檔的第一波大片，其檔期將與《X戰警2》、《駭客任務：重裝上陣》和《古墓奇兵：風起雲湧》等大片交集，可能會影響其票房表現。2003年6月20日星期五，首映當天，《綠巨人浩克》透過3,660家電影院進帳2,380萬美元，加上該週末的票房，三天總票房達累積6,264萬美元，排名當週第一。該片超越同年《海底總動員》的2,020萬美元，成為當時6月單日票房最高的電影，並刷新《王牌大賤諜二部曲：時空賤諜007》（1999年）的6月首映週末票房紀錄5,490萬美元，直到隔年才被《哈利波特：阿茲卡班的逃犯》（9,370萬美元）超越。然而，因口碑褒貶不一，該片的票房急速下滑。隔週末，該片的票房較首週票房下跌了69.7%，進帳1,884萬美元，敗給新片《霹靂嬌娃2：全速進攻》排名亞軍，創下當時次週票房下跌最多的紀錄。第三個週末，該片收穫822萬美元，排名第五。第四週之後，該片就被擠出了週末票房排名的前十位。2003年8月25日，該片從北美院線下檔。
最終，《綠巨人浩克》在北美地區共累積了1.32億美元的票房，加上來自全球其他地區的1.13億美元，全球票房共計2.45億美元，而其製片預算則是1.27億至1.37億美元，不算理想，較預期也有頗大差距。
對於該片在口碑方面的失利，外界將原因歸咎為片商錯誤的宣傳方向。中國傳媒大學藝術研究所電影學博士葉基固認為，片商將這部走文藝路線的電影定位成暑期大片，導致了宣傳策略陷入困境，評價和票房皆因此受到影響。儘管在電影上映前，李安曾表示，他「堅持不能走一般漫畫改編電影的宣傳路線」，可能「會結合藝術電影與周邊商業產品的行銷模式」，但結果已成定局。2012年，李安坦承，《綠巨人浩克》的確是一部「失敗之作」。雖然如此，因片商大規模的宣傳行動，電影以外的玩具、周邊商品、授權和主題樂園等額外收入相當可觀，整題而言彌補了該片票房帶來的損失。
在臺灣，該片於2003年6月27日星期五上映，大臺北地區的首映日票房為468萬新臺幣，而首週末票房則是2,100萬新臺幣，低於片商預期的2,600萬至2,700萬。《聯合晚報》認為該成績不算搶眼，但鑑於暑假開始，後續票房有成長機會。隔週末，《綠巨人浩克》在臺北進帳了1,030萬新臺幣。截至下檔日，該片的臺北總票房為5,700萬新臺幣，名列該年度第10位。
| 上一届： 《海底總動員》 | 2003年美國週末票房冠軍 第25週 | 下一届： 《霹靂嬌娃2：全速進攻》 |

### 榮譽
| 類別           | 頒獎日期      | 獎項                          | 獲獎或入圍者                                                   | 結果 | 來源            |
| -------------- | ------------- | ----------------------------- | -------------------------------------------------------------- | ---- | --------------- |
| 視覺效果學會獎 | 2004年2月18日 | 年度最佳視覺效果 （所有類別） | 丹尼斯·穆倫、史考特·班札（Scott Benza）、麥可·迪柯莫（Michael Di Como）與威爾森·唐（Wilson Tang）   | 提名 | [ 168 ]         |
| 視覺效果學會獎 | 2004年2月18日 | 最佳電腦動畫角色 （真人電影） | 史考特·班札、傑米·威爾斯（Jamy Wheless）、凱文·馬特爾（Kevin Martel）與亞倫·佛格森（Aaron Ferguson） | 提名 | [ 168 ]         |
| 視覺效果學會獎 | 2004年2月18日 | 最佳虛擬場景 （電影）         | 布雷特·諾切特（Brett Northcutt）與約書亞·王（Joshua Ong）                               | 提名 | [ 168 ]         |
| 土星獎         | 2004年5月5日  | 最佳科幻電影                  | 《》                                                           | 提名 | [ 169 ] [ 170 ] |
| 土星獎         | 2004年5月5日  | 最佳女主角                    | 珍妮佛·康納莉                                                  | 提名 | [ 169 ] [ 170 ] |
| 土星獎         | 2004年5月5日  | 最佳配樂                      | 丹尼·葉夫曼                                                    | 提名 | [ 169 ] [ 170 ] |
| 土星獎         | 2004年5月5日  | 最佳特效                      | 丹尼斯·穆倫、愛德華·赫許、柯林·布瑞迪（Colin Brady）與麥可·羅蘭提瑞       | 提名 | [ 169 ] [ 170 ] |
| 廣播音樂公司獎 | 2004年5月12日 | 最佳配樂                      | 丹尼·葉夫曼                                                    | 獲獎 | [ 171 ] [ 172 ] |

另外，該片也在2003年底入圍第76屆奥斯卡金像奖最佳視覺效果獎的首輪名單，但最後並未晉級最終名單。

## 家庭媒體
《綠巨人浩克》的VHS和DVD（包含雙碟裝特別版）於2003年10月28日發布，而臺灣地區的上市日期則定於同年11月底。其中，DVD收錄有多則特別收錄，如劇組講評、幕後花絮、刪減片段、預告片、劇照集錦、改編遊戲的Xbox試玩版（demo）等。2003年，該片在DVD方面共進帳6,120萬美元。2004年，該片与《侏羅紀公園3》（2001年）一起发行了双碟DVD套装。此外，該片的HD DVD與藍光光碟分別於2006年12月12日和2008年9月16日上市。

## 衍生商品

### 電子遊戲
根據該片改編的同名電子遊戲由Radical Entertainment開發，於2003年5月27日由威望迪遊戲在北美首度發布，在片中飾演布魯斯的艾瑞克·巴納回歸擔任配音員。該遊戲有Game Boy Advance、任天堂GameCube、PlayStation 2、Xbox和Microsoft Windows等版本，其背景設定在電影劇情之後。評論家給予該遊戲的評價多為正面。

### 電影小說
2003年4月29日，在電影上映前，Del Rey Books出版了《綠巨人浩克》的同名電影小說，該書由漫畫、小說兼影視編劇彼得·大衛執筆。以下為書籍資料：
- 原文版：Peter David. . United States: Del Rey Books. 2003-04-29. ISBN 978-0345459671 （英语）.[190]
- 中譯版：Peter David. . 由劉永毅翻译. 臺灣: 圓神出版社. 2003-06-27. ISBN 9576079381 （中文（臺灣））.[191]

## 取消續集與重啟

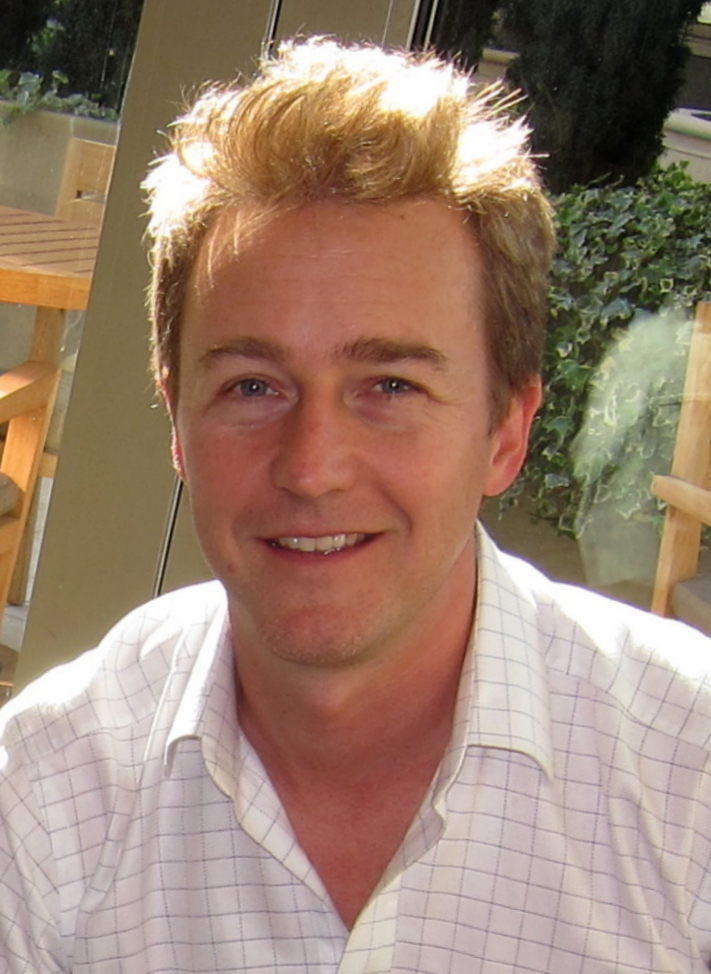
在重啟作《無敵浩克》中，由艾德華·諾頓（圖）飾演布魯斯

在《綠巨人浩克》上映之時，編劇詹姆士·夏姆斯正在籌畫一部以灰浩克為主角的續集劇本，反派考慮由首領和惡煞擔任。2003年6月，據報導，男主角艾瑞克·巴納已經簽約繼續飾演布魯斯（浩克），而飾演女主角貝蒂的珍妮佛·康納莉是否回歸則是未知數。
2006年，因續集推出時間超過合約所訂定，漫威工作室取回了浩克的電影版權，且環球影業得繼續負責擔任發行商。該片以編劇塞克·潘在1996年撰寫的一份劇本為基底，片名訂為《無敵浩克》，由艾德華·諾頓飾演布魯斯，莉芙·泰萊飾演貝蒂。諾頓後來重寫了潘的劇本，將之改成一部重啟電影。該片的導演路易斯·賴托瑞贊成這個想法。《無敵浩克》中布魯斯會變成浩克的原因參考自漫畫《終極漫威》系列，從《綠巨人浩克》中父親的科學研究，變成開發超級士兵血清時的輻射意外。賴托瑞也表示，兩部電影間唯一的相似處是布魯斯在南美躲藏。片中的反派由艾米爾·布朗恩斯基 / 惡煞擔任。《無敵浩克》於2007年7月至11月間在加拿大的多倫多進行拍攝，2008年6月13日在美國院線上映，同時也是漫威電影宇宙的第二部電影。

## 備註
1. ↑  見以下文獻：[5][6][7][8]。
2. 1 2  此處數據僅列出製作及拍攝費用，若加上宣傳費用則是3億美元左右[9]。
3. ↑  又稱。
4. ↑  片中曾隨養母姓柯茲勒。
5. ↑  名單可參考IMDb上的資料：「Hulk 2003 premiere」。
6. ↑  見以下文獻：[53][123][124][125][126][127][128]
7. ↑  多人獲獎。
8. ↑  開放其中一關供人遊玩，而這也是Xbox遊戲試玩版收錄在DVD中的首例[177]。